# Larry Eigner
Larry Eigner (* 7. August 1927; † 3. Februar 1996), auch bekannt als Laurence Joel Eigner, war ein US-amerikanischer Dichter der zweiten Hälfte des 20. Jahrhunderts und einer der Protagonisten jener Dichtergruppe, die mit dem Black Mountain College in Verbindung gebracht wurden und später als eine neue literarische Richtung oder ‚Schule‘, als die Black Mountain School, bekannt wurden.
Das bis 1956 bestehende Black Mountain College in North Carolina war kein College wie jedes andere. Es war das College, an dem seit 1933 bis 1950 Josef Albers lehrte.

## Leben und Werk
Larry Eigner wurde in Swampscott, Massachusetts geboren. Eigner wuchs hier auf. Er war behindert. Es heißt, dass er schon mit acht Jahren erste Gedichte schrieb. Die Mittelschule, die er besuchte, war die Massachusetts Hospital School. Danach absolvierte er erfolgreich die Oberschule und belegte anschließend Fernstudium-Kurse anschließend an der University of Chicago. 1949 stieß er auf den Dichter Cid Corman, als der in seinem der Dichtung gewidmeten Radioprogramm Yeats las und an dessen „nicht deklamierender“ Vortragsweise Anstoß nahm. Er schrieb Corman, es entwickelte sich eine Korrespondenz und „das Eis brach“. Es muss der Kontakt zu Corman gewesen sein, der Larry Eigner eine Verbindung zu Charles Olson und Robert Creeley finden ließ. Dies – und nicht seine direkte Verbindung zum Black Mountain College als Student – begründet seine Zugehörigkeit zu den Dichtern, die als Black Mountain School bekannt wurden.

## Black Mountain College
Nicht nur Albers, der Malerei unterrichtete, war als ins Exil getriebener Antifaschist hier während der Jahre des Rooseveltschen New Deals ein Garant für die hier blühende, sonst eher an amerikanischen Universitäten in diesem Maß seltene demokratische Freiheit und Offenheit. Dasselbe kann man von dem Romanautor und Essayisten Edward Dahlberg sagen, der sich als Kollege von Albers der Förderung der literarischer Entwicklung der Studierenden widmete. Dahlberg war auf seine Weise ein links stehender Autor. Von ihm ist die Forderung überliefert, dass es für Aktivisten und auch für Autoren aus der Arbeiterklasse darauf ankomme, „to rise with the ranks,not from the ranks“ – sich also bewußtseinsmäßig und damit soziokulturell zu einem höheren Niveau zu entwickeln, ohne aber dadurch aus der eigene Klasse herauszufallen und den Kontakt mit der „Basis“ (the rank and file) zu verlieren.
1949 wurde der Dichter Charles Olson, ein enger Freund Dahlbergs, hier ein weiterer wichtiger und wegweisender Lehrer. Er trat für den Zeitraum eines akademischen Jahres an die Stelle seines alten Freundes Dahlberg. Olsons Einfluss auf die poetische Entwicklung mancher Studenten des College, die bald schon begannen, dichterisch aktiv zu sein, war immens. Im Dezember 1953 erhielt der damals auf Majorca lebende, mit Olson befreundete Dichter Robert Creeley den Ruf ans Black Mountain College. Die Berufung ans Black Mountain College war mit der gleichzeitigen Aufforderung verknüpft, dort eine literarische Zeitschrift zu gründen und zu editieren, die Black Mountain Review. Die freie, das Schöpferische in den Studierende fördernde Atmosphäre des College, in der Disziplinen wie Malerei und Dichtung, aber auch Musik und Tanz, eng verzahnt waren, war womöglich ausschlaggebend für die Entwicklung von Studenten, die später eine Entwicklung als Dichter, oder auch in anderen künstlerischen Disziplinen nahmen.

## Schaffen
Bei Eigner war es nicht das Studium am Black Mountain College, sondern das auch von ihm selbst bekundete lebhafte Interesse, dass er als junger Mann in Boston an Cid Cormans der Dichtung gewidmetem Radioprogramm und an dessen Zeitschrift Origin gezeigt hatte, das dann zur Verbindung mit dem College, den dortigen Lehrern Olson und Creeley, und den dort sich entwickelnden Dichtern führte. Eigner veröffentlichte erste Texte im Frühjahr des Jahres 1953 und dann auch im folgenden Jahr in Cid Cormans Zeitschrift Origin Eigners Prosatexte “Act”, “Quiet” und “Around”. Er veröffentlichte dann auch bald Gedichte in der von Creeley herausgegebenen Black Mountain Review. Und ebenfalls, und zwar schon 1953, in Creeleys Verlag Divers Press. Hier erschien 1953 Larry Eigners erster Gedichtband From the Sustaining Air. 1954 erhielt der Dichter und Herausgeber von Jargon Books Jonathan Williams – laut Hugh Kenner der „Trüffelhund“ der amerikanischen Dichtung, also die Spürnase, die einen „Riecher“ für innovative Dichtung hatte – von Eigner dessen Essay „Religion in the Big World“ über Olson. Eigners Einfluss auf die als „Language School“ bezeichnete Richtung in der nordamerikanischen Dichtung wird von Autoren wie Ron Silliman betont. Tatsächlich erschienen Arbeiten von Larry Eigner seit Anfang 1978 oft in der Zeitschrift L=A=N=G=U=A=G=E und wurde auf der Titelseite ihrer ersten Ausgabe im Februar des genannten Jahres vorgestellt.
Ron Silliman widmete Larry Eigner die 1986 erschienene Anthologie In the American Tree. In der Einleitung zu In the American Tree  bezeichnet Silliman Larry Eigner als einen Dichter, der „die problematischen Beschränkungen“ von Olsons sprachbasierter projektivistischer Poetik überschritten habe. Eigner hat selbst darauf hingewiesen, dass seine Poesie eher dem „Denken“ als dem Sprechen entspringt. Donald Allen präsentierte Larry Eigner mit neun Gedichten Eigners in seiner wegweisenden Anthologie The New American Poetry. Zu seinen Lebzeiten schrieb Eigner Dutzende von Büchern und veröffentlichte Gedichte in mehr als 100 Zeitschriften und Sammlungen. Charles Bukowski nannte ihn einmal den „größten lebenden Dichter“. Der Dichter Jack Foley interviewte Larry Eigner für seine Lyrik-Sendung im Sender KPFA.

## Werke
- From the Sustaining Air. Majorca: Divers Press, 1953.
- On My Eyes. Highlands, NC: Jargon Books, 1960.
- Another Time in Fragments. London: Fulcrum Press, 1967.
- The/Towards Autumns. Los Angeles: Black Sparrow Press, 1967.
- Air the Trees. Illustrated by Bobbie Creeley. Los Angeles: Black Sparrow Press, 1968.
- The Breath of Once Live Things: in the Field With Poe. Los Angeles: Black Sparrow Press, 1968.
- Shape, Shadow, Elements Move. Los Angeles: Black Sparrow, 1973.
- Things Stirring Together or Far Away. Los Angeles: Black Sparrow Press, 1974.
- The World and Its Street, Places. Santa Barbara, CA: Black Sparrow Press, 1977.
- Country/Harbor/Quiet/Act/Around. Selected Prose, 1978.
- Waters, Places, A Time. Santa Barbara: Black Sparrow Press, 1983.
- Windows/Walls/Yards/Ways. Alexandria, VA: Chadwyck-Healey, 1999. E-Book.
- readiness / enough / depends / on. Köbenhavn and Los Angeles, Green Integer Books/Douglas Messeli, 2000.
- The Collected Poems of Larry Eigner, edited by Curtis Faville & Robert Grenier, vol. I (1937–1958). Stanford: Stanford University Press, 2010. ISBN 978-0-8047-5090-5 (set)
- The Collected Poems of Larry Eigner, edited by Curtis Faville & Robert Grenier, vol. II (1958–1966). Stanford: Stanford University Press, 2010. ISBN 978-0-8047-5090-5 (set)
- The Collected Poems of Larry Eigner, edited by Curtis Faville & Robert Grenier, vol. III (1966–1978). Stanford: Stanford University Press, 2010. ISBN 978-0-8047-5090-5 (set)
- The Collected Poems of Larry Eigner, edited by Curtis Faville & Robert Grenier, Vol. IV (1978–1995). Stanford: Stanford University Press, 2010. ISBN 978-0-8047-5090-5 (set)